# Josué Francisco Trocado
Josué Francisco Trocado (Póvoa de Varzim, Póvoa de Varzim, 27 de junho de 1882 — Póvoa de Varzim, Póvoa de Varzim, 8 de dezembro de 1962) foi um compositor português.

## Família
Nasceu na Póvoa de Varzim, a 27 de junho de 1882.
Filho de Francisco Luís Trocado, Jr. (Póvoa de Varzim, Póvoa de Varzim, 29 de abril de 1850 - Póvoa de Varzim, Póvoa de Varzim, 24 de junho de 1904), Comerciante, e de sua mulher Maria Emília da Cruz e Campos (Póvoa de Varzim, Póvoa de Varzim, 1851 - Póvoa de Varzim, Póvoa de Varzim, 26 de agosto de 1882), neto paterno de Francisco Luís Trocado e de sua mulher Florinda Rosa e neto materno de Manuel Ferreira Campos e de sua mulher Ana Emília da Cruz.

## Biografia
Professor e Compositor Musical. Na Póvoa de Varzim, Josué Trocado organizou o Orfeon Povoense, posteriormente Orfeão Poveiro, e pelo país se destacou pela sua criatividade apresentando operetas, revistas teatrais e poesias, grande parte de sua autoria. Foi o autor da Cantata (hino do Orfeão), do Hino da Póvoa e Vindima. Também fez adaptações como a tradução do "Coro dos Caçadores" de Der Freischütz de Weber e musicou o poema "Cântico da Noite" de Almeida Garrett. O orfeão atuou maioritariamente no Teatro Garrett, nas passou pelo Café Chinês, pelo Casino da Póvoa e várias cidades e vilas portuguesas. Aquando das récitas em Lisboa, o Orfeon Povoense é referido pela imprensa da época como o "melhor orfeão português".

### Condecorações
- Cavaleiro da Ordem de São Gregório Magno da Santa Sé

- Oficial da Ordem Militar de Cristo de Portugal (27 de dezembro de 1927)[2]

## Casamento e descendência
Casou na Póvoa de Varzim, Póvoa de Varzim, na Capela de Nossa Senhora das Dores, a 20 de julho de 1907 com Maria Alves de Campos (Póvoa de Varzim, Póvoa de Varzim, 19 de julho de 1886 - Póvoa de Varzim, Póvoa de Varzim, 2 de janeiro de 1953), Senhora da Casa do Monte das Dores na Póvoa de Varzim, filha de João Fernandes da Silva Campos (Póvoa de Varzim, Póvoa de Varzim, 12 de março de 1854 - 1892), sobrinho materno do 1.º Barão da Póvoa de Varzim, e de sua mulher (Braga, São Vítor), de quem foi primeiro marido, Carolina Alves Campos (Póvoa de Varzim, Póvoa de Varzim, 18 de agosto de 1861 - 3 de fevereiro de 1922), Senhora da Casa do Monte das Dores. Foram avós maternos de Diogo Freitas do Amaral.

## Morte
Morreu a 8 de dezembro de 1962, na Póvoa de Varzim.